# Боровка (Винницкая область)
Боро́вка (укр. Борівка) — село на Украине, находится в Черневецком районе Винницкой области.
Код КОАТУУ — 0524981501. Население по переписи 2001 года составляет 3626 человек. Почтовый индекс — 24123. Телефонный код — 4357.
Занимает площадь 6,34 км².

## Религия
В селе действует Свято-Михайловский храм Черневецкого благочиния Могилёв-Подольской епархии Украинской православной церкви.

## Известные уроженцы
- Витковский, Иван Петрович — Герой Советского Союза.
- Мороз, Аксентий Игнатьевич — Герой Советского Союза.

## Адрес местного совета
24123, Винницкая область, Черневецкий р-н, с. Боровка, ул. Победы, 32а